# Lovec šeste generacije
Lovec šeste generacije (ang. sixth-generation jet fighter) je bodoči razred modernih lovskih letal, ki naj bi vstopil v uporabo okrog leta 2025–30.
Nova letala bodo uporabljala naprednejšo tehnologijo od lovcev 5. in 4. generacije.Ameriški F-X naj bi nadomestil F-22 Raptorja, pri Ameriški mornarici pa naj bi Next Generation Air Dominance nadomestil Boeing F/A-18 Super Horneta.
Prve tri države, ki so razvile lovce 5. generacije so ZDA (F-22 in F-35), Rusija (Su-57) in Kitajska (Čengdu J-20), uporabljajo pa jih še nekatere ameriške zaveznice (lovec F-35 - Avstralija, Izrael, Italija, Japonska, Nizozemska, Norveška, Južna Koreja in Velika Britanija). Obstaja sicer več lovcev, ki se deloma približajo 5. generaciji in sicer Eurofighter Typhoon in Dassault Rafale.
Nova letala bodo imela močnejšo avioniko, radarje, boljšo podatkovne povezave, bojne senzorje in izpopolnjena orožja. Prav tako bodo nadgradili motorje, možna bo uporaba tudi motorjev s spremenljivim obtočnim razmerjem
Ruski lovec 6. generacije bo najverjetneje brezpilotni (MiG-41).